# Піко-Сімон-Болівар
Ця стаття про гору в Колумбії. Про гору в Венесуелі див. Піко-Болівар.
Піко-Симон-Болівар (ісп. Pico Simón Bolívar) — друга за висотою гора Колумбії та шоста за відносною вистою гора у світі, названа на ім'я борця за незалежність Колумбії Симона Болівара. Разом із Піко-Крістобаль-Колон, гора входить до гірського хребту Сьєрра-Невада-де-Санта-Марта. Хоча зазвичай вважається, що Піко-Крістобаль-Колон дещо вища, через неточність у визначенні висоти існує можливість, що Піко-Болівар вище за Піко-Крістобаль-Колон, у такому разі саме Піко-Симон-Болівар є найвищою вершиною Колумбії та п'ятою за відносною висотою горою у світі.